# Paper Heart
Paper Heart es una película de 2009 protagonizada por Charlyne Yi y Michael Cera.
La trama de la película está basada en la idea original de Charlyne Yi de un documental, que Nick Jasenovec sugirió que podría ser como una historia.

## Sinopsis
Charlyne Yi se embarca en una búsqueda en América para hacer un documental sobre el único tema que no entiende: el amor.

## Elenco
- Charlyne Yi como ella misma.
- Michael Cera como él mismo.
- Jake Johnson como Nicholas Jasenovec.

Cameos
- Seth Rogen
- Demetri Martin
- Martin Starr
- Paul Rust